# Hololena tulareana
Hololena tulareana là một loài nhện trong họ Agelenidae.
Loài này thuộc chi Hololena. Hololena tulareana được Ralph Vary Chamberlin & Wilton Ivie miêu tả năm 1942.